# Metroul din Taipei

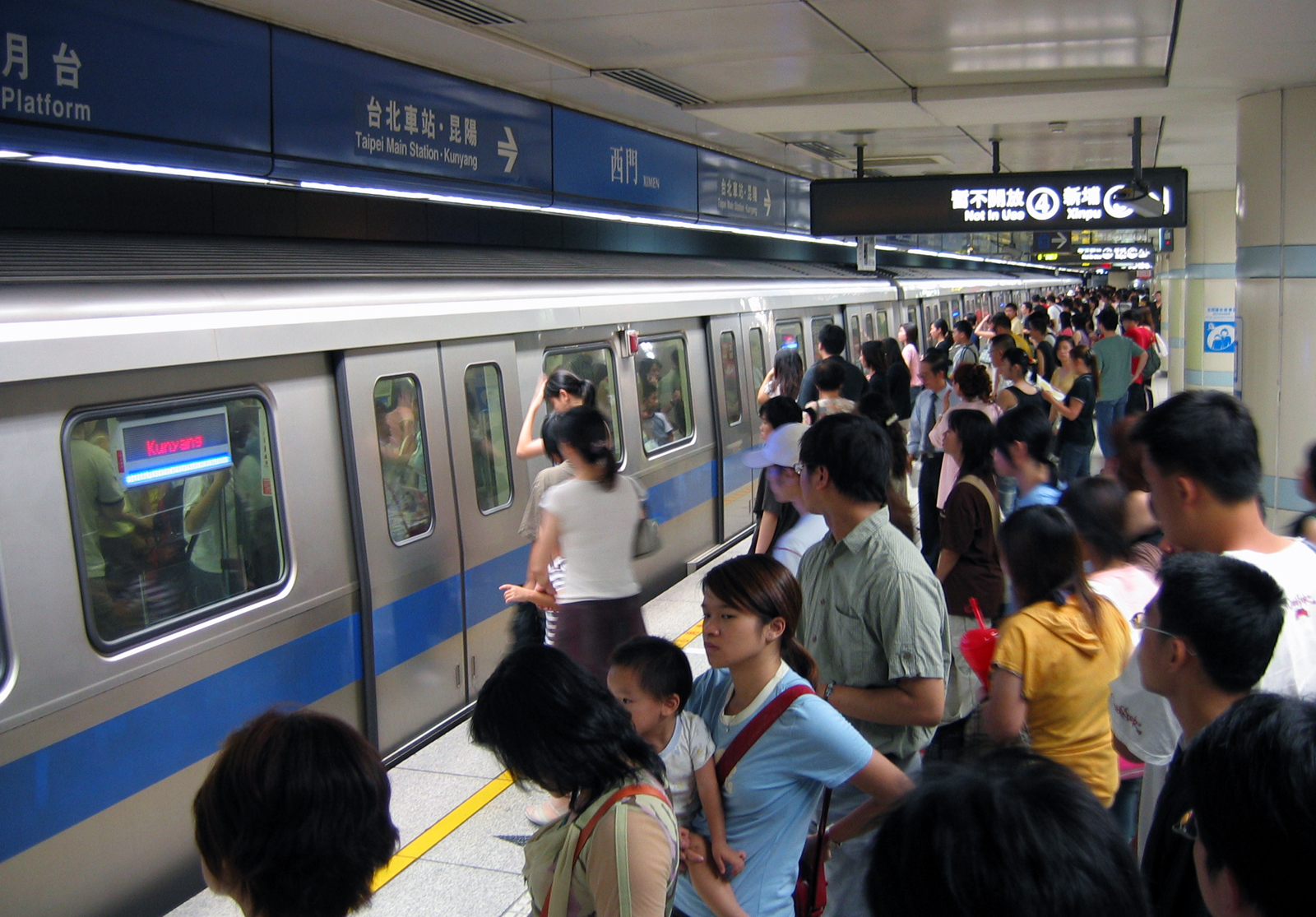
Tren în staţia Ximen

Harta rețelei de metrou

Metroul din Taipei (台北大眾捷運系統 în chineza tradițională, Táiběi Dàzhòng Jiéyùn Xìtǒng în pinyin, Tâi-pak chia̍t-ūn hē-thóng în taiwaneză), cunoscut deseori ca Metro Taipei sau MRT, se referă la sistemul de căi ferate urbane care servesc zona metropolitană Taipei. Sistemul, care s-a deschis la 28 martie 1996, a fost construit la un preț de peste 18 miliarde USD, fiind printre cele mai scumpe sisteme de metrou din lume.
Metroul din Taipei are șase linii, 67 de stații și o lungime totală de 77 km. 

## Linii
- Linia Muzha
- Linia Banqiao
- Linia Danshui
- Linia Zhonghe
- Linia Xindian
- Linia Tucheng